# The Luck of the Navy
The Luck of the Navy é um filme de comédia e suspense produzido no Reino Unido, dirigido Fred Paul e lançado em 1927. É uma adaptação da peça teatral The Luck of the Navy, de Clifford Mills.